# Gryllacris pallidula
Gryllacris pallidula är en insektsart som beskrevs av Jean Guillaume Audinet Serville 1838. Gryllacris pallidula ingår i släktet Gryllacris och familjen Gryllacrididae. Inga underarter finns listade i Catalogue of Life.